# Saturação (química)
Em química, saturação tem cinco significados diferentes, todos baseados em chegar-se a uma capacidade máxima:
1. Em físico-química, saturação é o ponto em que uma solução de uma substância não pode dissolver mais quantidade da substância e os montantes adicionais vão fazendo surgir um precipitado. Este ponto de máxima concentração, o ponto de saturação, depende da temperatura do líquido, bem como da natureza química das substâncias envolvidas. Isso pode ser usado no processo de recristalização para purificar uma substância química: é dissolvida ao ponto de saturação em um solvente quente, então, como o solvente esfria e diminui a solubilidade (normalmamente), o excesso de soluto precipita. Impurezas, estando presente em concentração muito baixa, não saturam o solvente e assim permanecem dissolvidas no líquido. Se a alteração das condições (de esfriamento, por exemplo) significam que a concentração é na verdade maior que o ponto de saturação, a solução se tornou supersaturada.
2. Em físico-química, quando se refere a processos de superfície, a saturação indica o grau de que um local de ligação é totalmente ocupado. Por exemplo, saturação básica refere-se a fração de cátions trocáveis que são cátions básicos. Da mesma forma, em ciência ambiental do solo, saturação de nitrogênio significa que um ecossistema, como um solo, não pode armazenar mais nitrogênio.
3. Em química orgânica, um composto saturado não tem ligações duplas ou triplas. Nos hidrocarbonetos saturados lineares, cada átomo de carbono está ligado a dois átomos de hidrogênio, exceto aquelas nas extremidades da cadeia, que suportará três átomos de hidrogênio. No caso do composto saturado metano, quatro átomos de hidrogênio estão ligados ao único átomo de carbono, central. Dos hidrocarbonetos simples, alcanos são saturados, e alcenos são insaturados. O grau de insaturação especifica a quantidade de hidrogênio que um composto pode vincular. O termo é aplicado de forma semelhante ao ácidos graxos constituintes de lipídios, onde a gordura é descrita como saturados ou insaturados, dependendo dos ácidos graxos constituintes se contem ligações carbono-carbono duplas. Insaturados é usado quando toda a estrutura de carbono contém ligações duplas ou triplas ocasionalmente. Muitos óleos vegetais contêm ácidos graxos com uma ligação dupla (monoinsaturados) ou mais ligações duplas (polinsaturados) em suas estruturas. O número de bromo é um índice de insaturação.
4. Em química de organometálicos, um complexo insaturado tem menos de 18 elétrons de valência e, portanto, é suscetível a adição oxidativa ou coordenação de um ligante adicional. Insaturação é característica de muitos catalisadores porque geralmente é um requisito para a ativação do substrato.
5. Em bioquímica, o termo saturação refere-se a fração de sítios de ligação de proteína totais que são ocupados, em determinado momento.